# 開敷華王如来
開敷華王如来（かいふけおうにょらい、梵名：サンクスミタラージャ、संकुसुमितराज、[saṃkusumitarāja]）は、大乗仏教における信仰対象である如来の一尊。梵名は「開花した蓮の花の王」の意。
修行の努力によって、蓮の花が開くように菩提心が開花（開転）し、大悲利他の心を起すことを表す如来。
修行（大悲行）は、発心に次ぐプロセスなので胎蔵曼荼羅の中央、中台八葉院の南方（画像では中央の大日如来の向かって右）に位置する。
結んだ施無畏印（せむいいん）は、衆生が仏教に帰依することに「畏れなくていい」と励ます仏意を表す。
種子字はआ（ā）アー。